# العناية بالبشرة
العناية بالبشرة هِي مجموعة ممارسات تساعد في المحافظة على سلامة البشرة، وتعزيز المظهر الخارجي وتحسينه، وتقليل أمراض الجلد والشيخوخة. وتتضمن التغذية مع تجنب التعرض المفرط لأشعة الشمس والاستخدام المناسب لمُرطبات البشرة. تشمل الممارسات التي تحافظ على مظهر البشرة استخدام مستحضرات التجميل، أو إجراء بعض العلاجات في عيادات الجلدية مثل حقن البوتوكس والتقشير [الإنجليزية] وإعادة تجديد البشرة بالليزر والعلاج بالرتينول وعلاج الجلد بالموجات فوق الصوتية. العناية بالبشرة هي إجراء يومي روتيني للعديد من الأماكن في الجسم، مثل الجلد الذي يكون جافًا جدًا أو رطبًا جدًا، والوقاية من التهاب الجلد والوقاية من إصابات الجلد. وتُعد جزء من علاج التئام الجروح والعلاج الإشعاعي وبعض الأدوية.

## الخلفية
العناية بالبشرة هي التداخل بين التجميل والأمراض الجلدية. يُعرّف قانون الغذاء والدواء ومستحضرات التجميل الفيدرالي الأمريكي مستحضرات التجميل بأنها منتجات تهدف إلى التطهير أو التجميل (على سبيل المثال، الشامبو وأحمر الشفاه). توجد فئة منفصلة للأدوية، والتي تهدف إلى تشخيص أو علاج أو تخفيف أو علاج أو منع المرض، أو التأثير على بنية أو وظيفة الجسم (على سبيل المثال، واقيات الشمس وكريمات حب الشباب)، على الرغم من أن بعض المنتجات مثل واقيات الشمس المرطبة والشامبو المضاد للقشرة، يتم تنظيمها ضمن كلتا الفئتين.
تختلف العناية بالبشرة عن الأمراض الجلدية من خلال تضمينها للمهنيين غير الأطباء، مثل خبراء التجميل وطاقم التمريض للعناية بالجروح. تشمل العناية بالبشرة تعديلات السلوك الفردي والظروف البيئية وظروف العمل.

## البشرة العادية
تتسم البشرة العادية بمسام صغيرة خالية من البقع وغير معرضة لـحب الشباب أو ظهور الرؤوس السوداء وذات لون مشرب بالحمرة الخفيفة نتيجة انتظام الدورة الدموية. البشرة العادية غير لامعة ولذا فهي متوازنة وكثيراً ما تظهر في سن الشباب المتمتع بالصحة الجيدة. ولكن لا يعني أن نهملها ربما تتحول إلى بشرة جافة وتظهر التجاعيد ولذلك يجب غسل الوجه بالماء عدة مرات في اليوم واستخدام غسول الوجه مثل ماء الورد لإنعاش البشرة وترطيب البشرة بالكريمات المناسبة لنوع البشرة.

## البشرة الدهنية
تبدو لامعة وناعمة نتيجة الإفرازات الدهنية الزائدة عن المعدل الطبيعي للغدد الدهنية بالجسم، وهذا يؤدي إلى اتساع مسامها وبالتالي إلى تراخي الجلد. ونظراً إلى طراوتها وليونتها فإن التجاعيد لا تعتريها إلا في سن متأخرة ولكن غالباً ما تتعرض لظهور الرؤوس السوداء وحب الشباب وغيرها من البقع السوداء.

## البشرة الجافة
تكون الطبقة السطحية للجلد رقيقة ذات مسام دقيقة جداً مما يسهل جفاف الخلايا وتقشرها. وتتعرض هذه البشرة للقشف والتشقق بسرعة وذلك لقلة إفرازات الغدد الدهنية، ومن أجل ذلك تتميز بحساسية خاصة لاستمرار تعرضها لمختلف التغيرات المناخية.